# Гарсия Техерина, Исабель
Исабе́ль Гарси́я Техери́на (исп. Isabel García Tejerina; род. 9 октября 1968, Вальядолид) — испанский политик, член Народной партии Испании. В 2014—2018 годах занимала должность министра сельского хозяйства, продовольствия и окружающей среды Испании.

## Биография
Гарсия Техерина получила инженерно-агрономическое образование в Мадридском политехническом университете по специальности «экономика сельского хозяйства». Имеет также диплом юриста Вальядолидского университета. Политическая деятельность Гарсии Техерины связана с работой в министерстве сельского хозяйства Испании, где она начинала советником министров Лойолы де Паласио, Хесуса Посады и Мигеля Ариаса Каньете. Затем дважды назначалась генеральным секретарём министерства по вопросам сельского хозяйства и продовольствия в 2000—2004 и 2012—2014 годах.
В 2004—2012 годах возглавляла отдел стратегического планирования в компании Fertiberia и в этот же период времени консультировала алжирскую компанию по производству удобрений Fertial S.P.A.
28 апреля 2014 года была назначена министром сельского хозяйства, продовольствия и окружающей среды Испании в правительстве Мариано Рахоя, сменив на этом посту Мигеля Ариаса Каньете.
Владеет английским и французским языками. Не замужем.